# Dubachour
Dubachour – gaun wikas samiti w środkowej części Nepalu  w strefie Bagmati w dystrykcie Sindhupalchowk. Według nepalskiego spisu powszechnego z 2001 roku liczył on 1261 gospodarstw domowych i 6044 mieszkańców (3021 kobiet i 3023 mężczyzn).